# Haplogrupo L0 (ADNmt)
En genética humana, el Haplogrupo L0 es un haplogrupo de ADN mitocondrial de origen africano que se encuentra principalmente en África Austral, especialmente en los pueblos joisán; en menor grado se encuentra en África Oriental y resto del África Subsahariana.

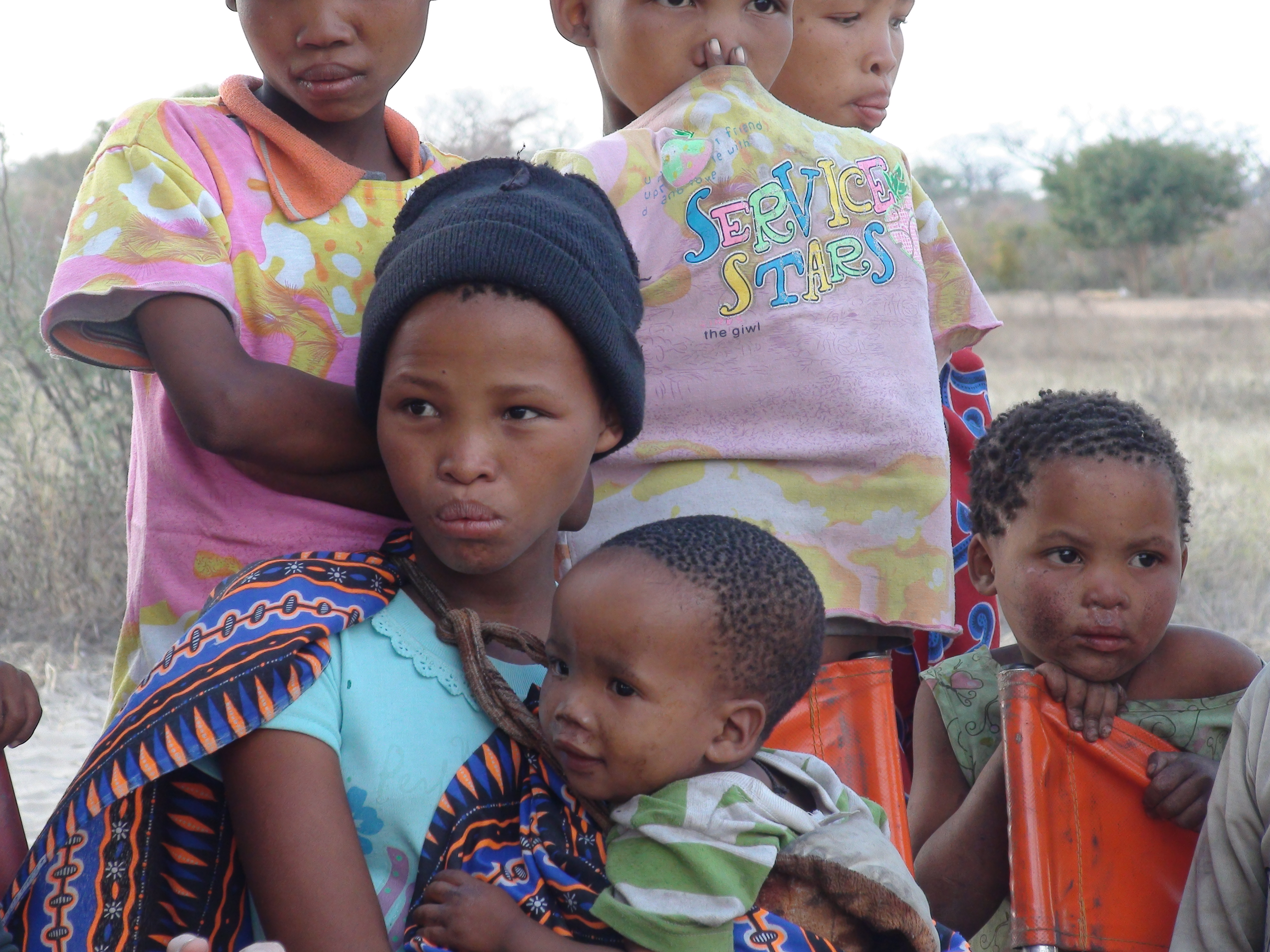
El haplogrupo L0 (ADNmt) es predominante en los pueblos joisán.

Inicialmente se le denominó L1, pero se reclasificó sobre la base de sus marcadores genéticos 146, 263, 3516A, 5442, 9042, 9347, 10589, 10664, 10915, 12720, 13276, 16230.

## Origen
L0 es el haplogrupo mitocondrial más antiguo, con 140.000 a 170.000 años de antigüedad, pues está relacionado con el ancestro común de todos los seres humanos por línea materna: la Eva mitocondrial y es la primera rama que se escindió del macrohaplogrupo L. Se cree que se originó en África Oriental, dada la mayor diversidad en esta región (ver imagen), produciéndose una separación importante en la población humana que emigró hace unos 120.000 a 144.000 años hacia el Sur de África y que constituye la actual población khoisán.

## Clasificación
Los subgrupos y la relación de L0 con el haplogrupo más cercano (L1) se muestra en el siguiente esquema:

|  | L0f                                         |
|  |                                             |
|  | \| \| L0a \| \| \| \| \| \| L0b \| \| \| \| |
|  |                                             |
|  | L0a                                         |
|  |                                             |
|  | L0b                                         |
|  |                                             |

|  | L0a |
|  |     |
|  | L0b |
|  |     |

|  | L0f                                         |
|  |                                             |
|  | \| \| L0a \| \| \| \| \| \| L0b \| \| \| \| |
|  |                                             |
|  | L0a                                         |
|  |                                             |
|  | L0b                                         |
|  |                                             |

|  | L0a |
|  |     |
|  | L0b |
|  |     |

|  | L0f                                         |
|  |                                             |
|  | \| \| L0a \| \| \| \| \| \| L0b \| \| \| \| |
|  |                                             |
|  | L0a                                         |
|  |                                             |
|  | L0b                                         |
|  |                                             |

|  | L0a |
|  |     |
|  | L0b |
|  |     |

|  | L0f                                         |
|  |                                             |
|  | \| \| L0a \| \| \| \| \| \| L0b \| \| \| \| |
|  |                                             |
|  | L0a                                         |
|  |                                             |
|  | L0b                                         |
|  |                                             |

|  | L0a |
|  |     |
|  | L0b |
|  |     |

|  | L1   |
|  |      |
|  | L2-6 |
|  |      |

|  | L0f                                         |
|  |                                             |
|  | \| \| L0a \| \| \| \| \| \| L0b \| \| \| \| |
|  |                                             |
|  | L0a                                         |
|  |                                             |
|  | L0b                                         |
|  |                                             |

|  | L0a |
|  |     |
|  | L0b |
|  |     |

|  | L0f                                         |
|  |                                             |
|  | \| \| L0a \| \| \| \| \| \| L0b \| \| \| \| |
|  |                                             |
|  | L0a                                         |
|  |                                             |
|  | L0b                                         |
|  |                                             |

|  | L0a |
|  |     |
|  | L0b |
|  |     |

|  | L0f                                         |
|  |                                             |
|  | \| \| L0a \| \| \| \| \| \| L0b \| \| \| \| |
|  |                                             |
|  | L0a                                         |
|  |                                             |
|  | L0b                                         |
|  |                                             |

|  | L0a |
|  |     |
|  | L0b |
|  |     |

|  | L0f                                         |
|  |                                             |
|  | \| \| L0a \| \| \| \| \| \| L0b \| \| \| \| |
|  |                                             |
|  | L0a                                         |
|  |                                             |
|  | L0b                                         |
|  |                                             |

|  | L0a |
|  |     |
|  | L0b |
|  |     |

|  | L1   |
|  |      |
|  | L2-6 |
|  |      |

## Distribución
El haplogrupo L0 se encuentra disperso por toda África, registrando las frecuencias más altas en los pueblos khoisan del Kalahari: En los !Kung de Botsuana 100%, Khwe/!Xun de Sudáfrica 83% y !Xun de Namibia 79%. 
Es predominante en África Austral, moderado en África Oriental (en Kenia 20%) y en menores frecuencias en África Central, Occidental y Norte de África. Fuera de África se le encuentra en el Medio Oriente, especialmente en Yemen con 8% y Omán 5%.

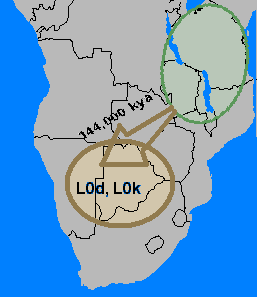
En verde la región de mayor diversidad mitocondrial (Tishkoff) y en marrón claro los haplogrupos más antiguos.

- Eva mitocondrial (macrohaplogrupo L) 
  - Haplogrupo L0
    - L0d: Es el haplogrupo mitocondrial más antiguo de todos y es predominante en los pueblos khoisán (África Austral). En los llamados colorados de Sudáfrica está en 60[6] -71%. Es común en Tanzania en las poblaciones sandawe y burunge, lo que podría reforzar la idea de un origen de la humanidad en África Oriental.[7]
      - L0d1'2
        - L0d1: Principalmente en los san, extendido en Sudáfrica y Namibia.[1]
        - L0d2: Principalmente en el pueblo khoi, extendido en Sudáfrica y Mozambique.[1]
          - L0d2c1c Esqueleto de hace 2.330 años, de un recolector de la costa de Sudáfrica.[8]

      - L0d3: Linaje khoi de Sudáfrica. Encontrado en Kuwait.

    - L0a'b'f'k
      - L0k
        - L0k1: Exclusivo de los khoisán, especialmente en los san.
        - L0k2: Encontrado en el Yemen.

      - L0a'b'f
        - L0f: Está en pequeñas frecuencias en África Oriental en Kenia, Tanzania, Etiopía y Sudán.
          - L0f1: Bantúes del Sudeste (Sudáfrica)
          - L0f2
            - L0f2a: Etiopía, Libia, Uganda.[1]
            - L0f2b: Omán.

        - L0a'b
          - L0a: Tiene importante presencia en pueblos nilo-saharianos como los pigmeos mbuti con 30% y en los datoga de Tanzania con 28%.[4] En poblaciones del Sudeste de África (Mozambique) 25%.[9] En la población bantú del África Oriental es del 16% y en la no-bantú 12%.[10] En Kenia 15%, valle del Nilo 8%. En Tanzania en los burunge 25% y en los sandawe 17%.[4] L0a tiene una antigüedad de unos 33.000 años, pero llega a Guinea hace entre 4.000 y 10.000, presentándose en Guinea del 1% al 5%, especialmente en los balantas con 11%. Es también frecuente entre los pigmeos biaka. Pequeñas frecuencias en bereberes y árabes de Norteáfrica y disperso en todo el Medio Oriente, especialmente en yemenitas y beduinos.
            - L0a1: En África del Norte, península arábiga, Chad, Sudán, khoisan de Sudáfrica, falashas, hausas, Guinea-Bissau, Mozambique, Kenia, Etiopía. Común en afroamericanos.[1]
            - L0a2: Común en los pigmeos del Congo como los mbuti. Encontrado en la península arábiga, bantúes de Sudáfrica, judíos etíopes, Kenia, Mozambique.[1]
            - L0a3: En los sara en Chad. En Israel.

          - L0b: Se encuentra mayormente en África Occidental. Encontrado en Etiopía.